# Ilie Sârbu
Ilie Sârbu (Obreja, 26 maggio 1950) è un politico rumeno, tra il 2000 e il 2004 è stato ministro dell'agricoltura nel Governo Năstase (PSD). Nella legislatura 2004-2008 è divenuto per la prima volta senatore di Timiș per il PSD. Tra l'ottobre e il dicembre 2008, in seguito alle dimissioni di Nicolae Văcăroiu, è stato presidente del Senato della Romania. Durante le elezioni legislative del 2008, ha ottenuto un nuovo mandato come senatore di Timiș. Il 22 dicembre 2008 è stato nominato Ministro dell'Agricoltura nel Governo Boc I (PD-PSD), incarico che ha ricoperto fino al 1º ottobre 2009.
È il padre della deputata Daciana Sârbu (PSD), sposata con l'ex primo ministro Victor Ponta (PSD).

## Biografia
Si è laureato in teologia presso l'Università Lucian Blaga nel 1975 e in gestione presso l'Università di Craiova nel 1998. Ha anche studiato a Ginevra sempre nel campo della teologia. Ha lavorato come docente al seminario di Caransebeș, mentre negli anni 1978-1981 è stato direttore di questa istituzione. Successivamente, fino al 1991, è stato consigliere economico della Metropolia del Banato della Chiesa ortodossa rumena. Negli anni '90 è stato direttore generale della società agricola Fangmeier AgroImpex.
Nel 1993 è entrato a far parte del post-comunista Partito della Democrazia Sociale di Romania (PDSR), trasformato nel 2001 in Partito Social Democratico (PSD). Nel 2000 è stato presidente del consiglio distrettuale di Timiș. È stato presidente delle strutture regionali del PSD (2004-2010) e vicepresidente delle strutture nazionali del partito (2005-2010).
È stato eletto al Senato per tre mandati consecutivi (2004, 2008 e 2012), mentre dall'ottobre al dicembre 2008 è stato presidente di questa camera. Negli anni 2000-2004 e 2008-2009 è stato Ministro dell'Agricoltura nei governi guidati da Adrian Năstase ed Emil Boc.
Nel 2015 si è dimesso dal Senato per lavorare alla Corte dei Conti.
Nel giugno 2020 è stato indicato dal Parlamento come nuovo vicepresidente della Corte dei conti, in sostituzione del dimissionario Nicu Marcu.